# Cornelis Vroom

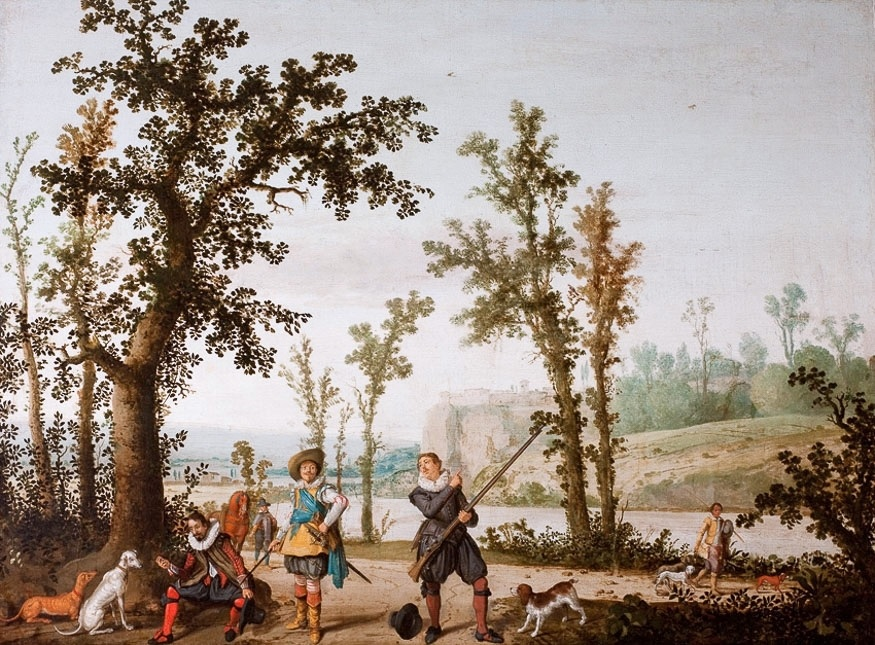
Krajobraz z myśliwymi, 1628-1630 Muzeum Czartoryskich

Cornelis Hendriksz. Vroom (ur. między 1590 a 1592 w Haarlemie lub w Gdańsku, poch. 16 września 1661 w Haarlemie) – holenderski malarz barokowy, najstarszy syn Hendricka Vrooma.

## Życiorys
Nauczycielem Cornelisa Vrooma był ojciec, znany malarz uważany za prekursora europejskiego malarstwa marynistycznego. Pod jego wpływem malował początkowo obrazy o tematyce morskiej, później, po 1620 zajął się wyłącznie pejzażem. Artysta dołączył do grupy młodych malarzy m.in. Esaiasa van de Velde i Willema Buytewecha, tworzył realistyczne przedstawienia lasów, wydm i obszarów wiejskich. W późniejszych latach współpracował z Salomonem van Ruysdaelem i Jacobem van Campen. Informacje o jego wyjazdach do Włoch i Anglii, które występują w niektórych biografiach nie znalazły potwierdzenia w zachowanych archiwaliach.
W Muzeum Czartoryskich w Krakowie znajduje się obraz Cornelisa Vrooma Krajobraz z myśliwymi.